# Nữ tu

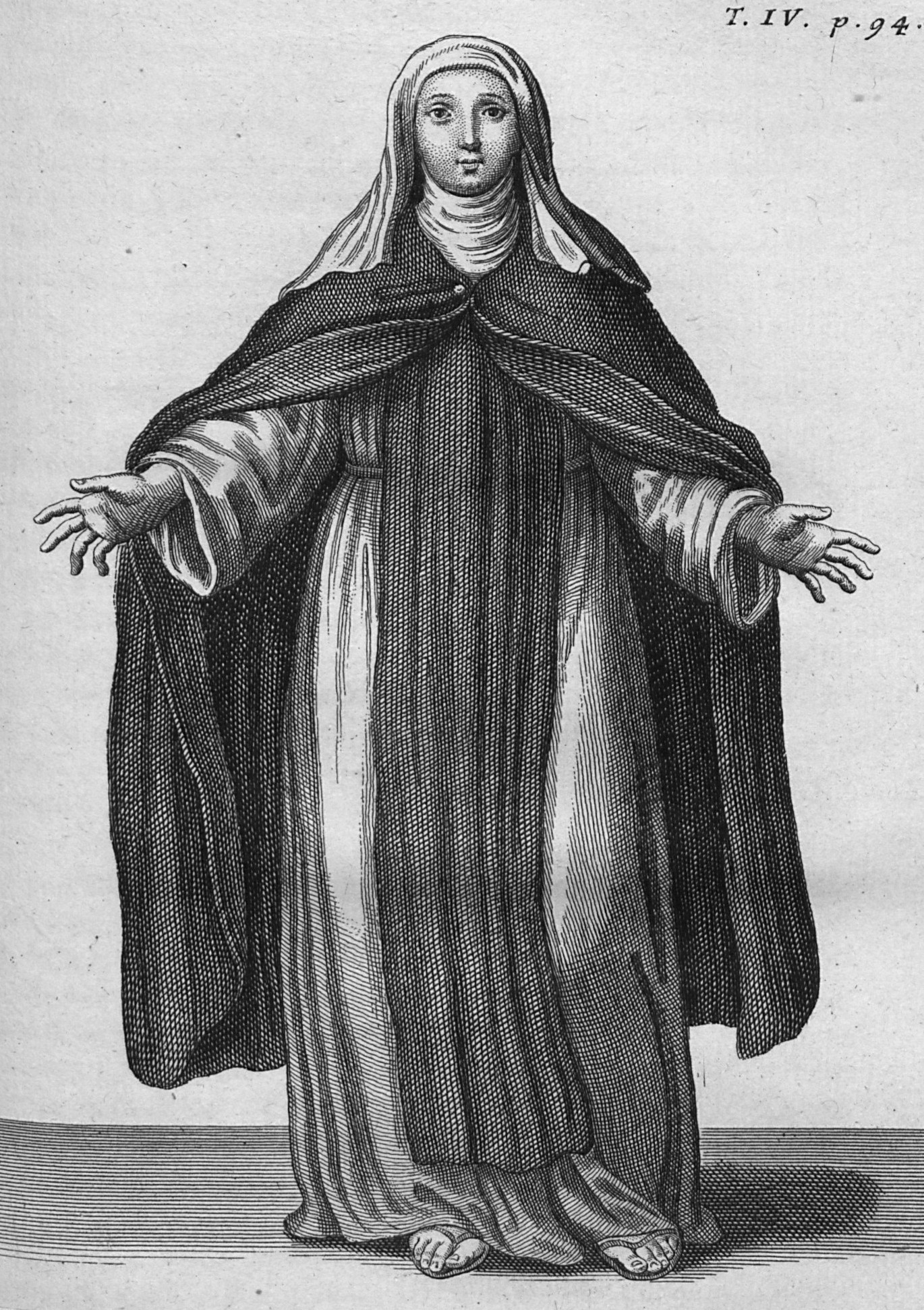
Tranh vẽ về một nữ tu

Nữ tu hay nữ tu sĩ là những người phụ nữ tự nguyện rời bỏ cuộc sống vật chất, xa lánh khỏi trần thế, sự đời để sống một cuộc sống khép kín, chuyên tâm cho việc tu hành, cầu nguyện, chiêm nghiệm cuộc đời thế thái nhân gian ở tu viện, tự viện, thiền viện hoặc các địa điểm tôn giáo khác. Nữ tu có thể là một nhà tu khổ hạnh, ẩn sĩ hoặc là những người được gia đình gửi vào học tập tại các tu viện. Thuật ngữ "nữ tu" trong tiếng Anh được sử dụng nhiều để chỉ những Kitô hữu (bao gồm cả Công giáo Rôma, Chính Thống giáo, Anh giáo, Cảnh giáo...), trong trường hợp này, một nữ tu là một người phụ nữ tin theo tôn giáo đang sống một cuộc sống chiêm niệm tu viện, thực hiện việc cầu nguyện hay thiền định hàng ngày. Có nhiều thuật ngữ để chỉ về nữ tu sĩ như trong Phật giáo thì có Sư bà, Sư cô, Sư thái, Ni cô, Ni sư, Ni trưởng hay Tu nữ, Tỉ-khâu-ni. Trong Kitô giáo thì có tên gọi là xơ, sơ hoặc  ma-sơ (sœur hoặc ma sœur từ  tiếng Pháp), bà/dì phước, bà mụ.

## Tham khảo

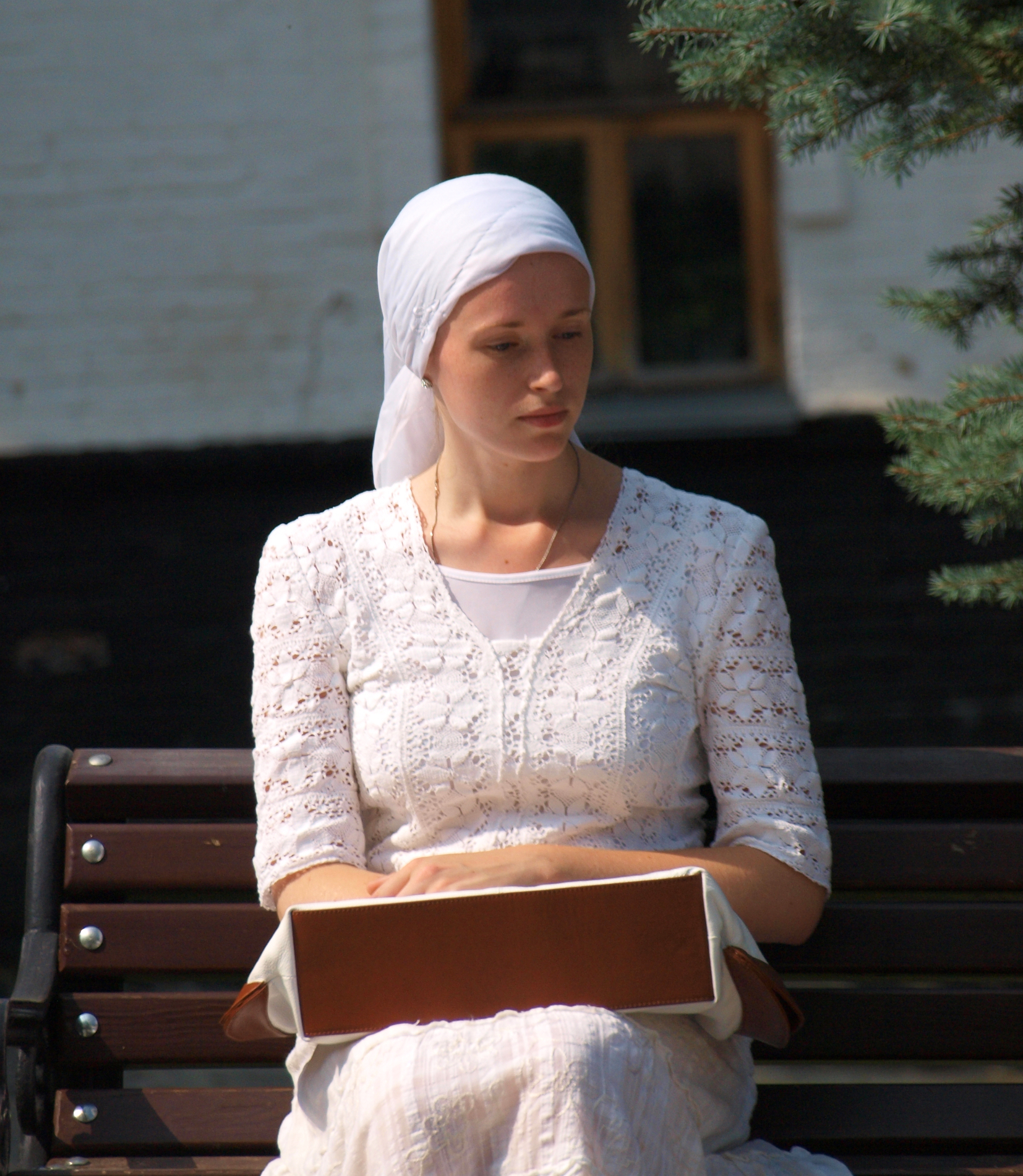
Một nữ tu Chính Thống giáo

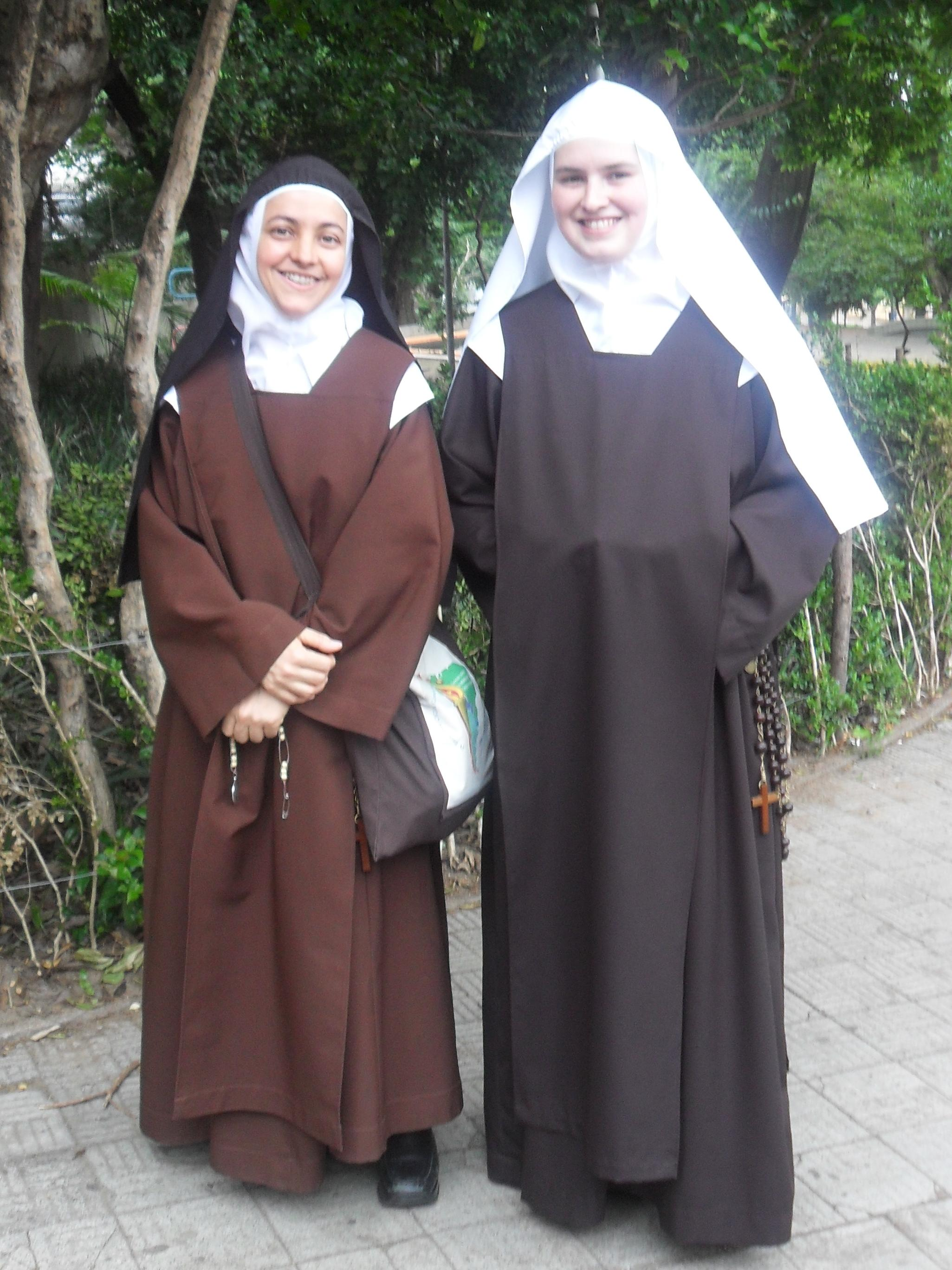
Hai nữ tu dòng Cát Minh

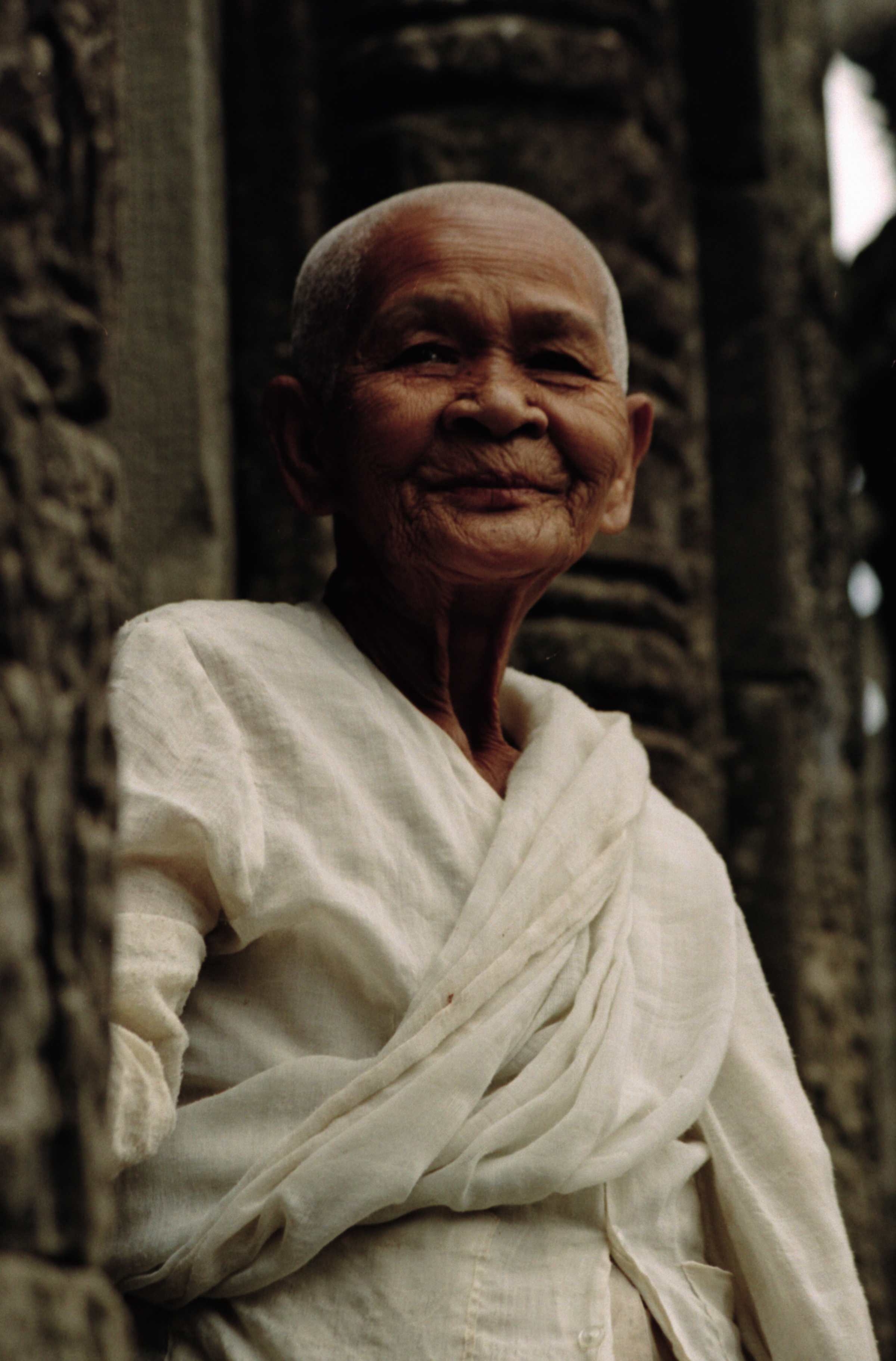
Một ni sư tại Xiêm Riệp, Campuchia